# جزيرة سيريبو
جزيرة سيريبو وهي جزيرة من جزر إندونيسيا، وتقع في إقليم كالمنتان الشرقية.